# Luis A. Ferré
Pour les articles homonymes, voir Ferré.
 (juin 2019).
Si vous disposez d'ouvrages ou d'articles de référence ou si vous connaissez des sites web de qualité traitant du thème abordé ici, merci de compléter l'article en donnant les références utiles à sa vérifiabilité et en les liant à la section « Notes et références ».
Luis Alberto Ferré Aguayo (17 février 1904 - 21 octobre 2003) est un ingénieur, entrepreneur, homme politique, philanthrope et mécène portoricain. Troisième gouverneur du Commonwealth de Porto Rico, il a exercé ses fonctions de 1969 à 1973. Il est le père fondateur du Nouveau Parti progressiste, qui plaide pour que Porto Rico devienne un État des États-Unis d'Amérique. 
Il est récipiendaire de la médaille présidentielle de la liberté.

## Jeunesse
Luis Alberto Ferré Aguayo est né le 17 février 1904 à Ponce, dans le sud de Porto Rico. Maurice Ferré Perotín, son grand-père, était un ingénieur français qui avait participé à la construction du canal de Panama avant de s'installer à Cuba. Le père de Ferre, Antonio Ferré Bagayado ou « Bacallao », est né à La Havane et a grandi à Cuba. Jeune homme, il a immigré à Porto Rico, où il a fondé la société Puerto Rico Iron Works, à Ponce,. À Porto Rico, Ferré a rencontré et épousé María Aguayo Casals, une cousine originaire de Catalogne. Antonio et María ont quatre fils (Luis, José, Carlos et Hermán) et deux filles (Rosario et Isolina). Cette dernière deviendra une nonne de renommée internationale. 
Ferré a étudié le génie mécanique au Massachusetts Institute of Technology, où il a obtenu un baccalauréat en 1924 et une maîtrise en 1925. Il a également étudié la musique au Conservatoire de musique de la Nouvelle-Angleterre. Pendant ce temps, il vivait à Boston, où il a développé une admiration pour « la manière américaine de démocratie ».

## Industriel
À son retour à Porto Rico, Ferré a contribué à transformer la société de son père en une entreprise prospère qui lui a valu une fortune. En 1948, il acquit El Día, un journal naissant qui devint plus tard El Nuevo Día, devenant ainsi le journal ayant le plus grand tirage à Porto Rico. Dans les années 1950, Empresas Ferré (Ferre Enterprises) de Ferré a acquis Puerto Rico Cement et Ponce Cement, qui ont tiré parti de l'essor économique qu'a connu Porto Rico grâce aux ambitieux projets d'industrialisation entrepris dans le cadre de l'opération Bootstrap. 
Le frère de Ferré, José, s'était installé à Miami avec sa famille. Son fils, Maurice, développa une entreprise prospère, vendant du ciment et du sable pré-mélangés en sacs sous le nom de Mezcla Lista. Il a ensuite été élu maire de Miami.

## Vie politique
Ferré est devenu actif dans la politique dans les années 1940. En 1940, il se porta candidat au poste de maire de Ponce, mais sans succès. En 1948, il se déclare candidat pour le poste de commissaire résident de Porto Rico et rencontre un nouveau revers.
En 1948, les Portoricains reçoivent le droit d'élire leur chef de gouvernement, c'est-à-dire le gouverneur. Luis Muñoz Marin, fondateur du Parti populaire démocrate (PPD), a été élu premier gouverneur du Commonwealth de Porto Rico. 
En 1951, un référendum a été organisé pour décider d'approuver ou non l'option donnée par le Congrès des États-Unis, de rédiger la première constitution de Porto Rico. Ferré s'est abstenu de participer au processus ; le parti pro-État auquel il appartenait a favorisé le référendum de 1951. 
Il pensait que le processus signifierait « l'acceptation d'une colonie et condamnerait le peuple à une perpétuelle condition de citoyenneté de deuxième classe ». Ferré a ensuite participé à l'assemblée constitutionnelle créée par le référendum, qui a rédigé la constitution. En 1952, la Constitution de Porto Rico a été adoptée, renommant le corps politique du territoire de Porto Rico en Commonwealth de Porto Rico. 
Ferré a été élu membre de l'Assemblée constitutionnelle la même année puis élu de la Chambre des représentants de Porto Rico. Il était membre du Parti d'État républicain (Partido Estadista Republicano) et a officiellement pris ses fonctions de représentant le 11 janvier 1953.
Le 23 juillet 1967, un plébiscite a été organisé pour décider si le peuple de Porto Rico souhaitait devenir une nation indépendante, un État des États-Unis d'Amérique, ou poursuivre la relation du Commonwealth établie en 1952. La majorité des Portoricains optait pour l’option du Commonwealth. 
Les désaccords entre le parti pro-État dirigé par Miguel A. García Méndez ont amené Ferré et d'autres membres du parti à fonder le Nouveau Parti progressiste (NPP).  
Aux élections générales suivantes, en 1968, Ferré se présenta au poste de gouverneur et battit légèrement Luis Negrón López, candidat du Parti populaire démocrate (PPD).

## Gouverneur de Porto Rico

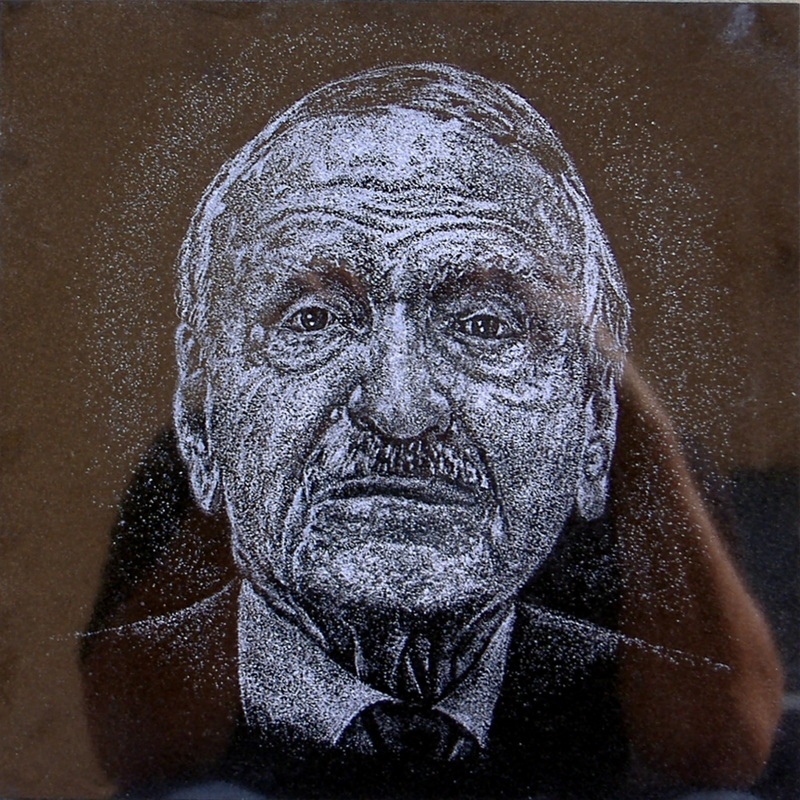
Luis A. Ferré, gouverneur de Porto Rico.

Pendant le mandat de Ferré, Porto Rico connut un boom économique avec une croissance du PIB de 7 % et un taux de chômage de 10 %, le plus bas jusqu'en 1999. Son travail en tant que gouverneur de Porto Rico consistait notamment à défendre le salaire minimum fédéral et à accorder aux travailleurs une prime de Noël. Il a rendu visite aux troupes portoricaines au Viêt Nam. 
En 1970, sa femme, Lorenza, décéda à La Fortaleza après avoir été alitée pendant des années. Leur fille, Rosario Ferré, romancière et écrivain de renom, a alors joué le rôle de Première dame.  
Durant son mandat de gouverneur, il a accordé une attention particulière aux affaires de la jeunesse et à l’introduction des jeunes Portoricains dans la fonction publique. Il a réussi à faire modifier la Constitution de Porto Rico afin de ramener l'âge du vote à 18 ans, à soutenir fermement la nouvelle organisation du Parti progressiste de la jeunesse en tant que président et à nommer des jeunes citoyens comme Antonio Quiñones Calderón et Francisco « Pompi » González à la haute direction. 
Avant la création de l'Environmental Protection Agency des États-Unis par le Congrès en 1971, Ferré avait déjà créé en 1970 le Conseil de la qualité de l'environnement de Porto Rico, chargé de la protection de l'environnement des îles.  
Aux élections de 1972, il tenta d'être réélu, mais perdit contre Rafael Hernández Colón du PPD. 
Le PPD avait affirmé que de nombreux scandales de corruption (plutôt mineurs comparés à ceux similaires dans les diverses administrations suivant celle de Ferré) avaient été négligés par l'administration Ferré. Une grève sanglante d'étudiants à l'université de Porto Rico à Rio Piedras en 1971 avait été neutralisée par la police portoricaine. 

## Après la gouvernance
Ferré était également un pianiste talentueux qui avait enregistré plusieurs albums de sa musique pour piano. Le 3 janvier 1959, il fonda le musée d'Art de Ponce, dans sa ville natale. Le musée a initialement présenté 71 peintures de sa collection personnelle et affiche aujourd'hui plus de 3 000 pièces. Ferré aurait entre autres sauvé de l'oubli le tableau Flaming June du peintre victorien Frederic Lord Leighton, acheté en 1963, alors considéré comme « trop démodé » et exposé au musée de Arte de Ponce, « El Centro de Bellas Artes », le centre des arts de la scène de Santurce (Porto Rico).
Il était membre de la fraternité Phi Sigma Alpha. En tant que sportif, Ferré a pratiqué l'escrime et est honoré chaque année du « Campeonato Nacional de Esgrima » à Porto Rico.  Ses actes philanthropiques et sa défense de la démocratie lui ont valu la médaille présidentielle de la Liberté, décernée par le président George H. W. Bush, le 18 novembre 1991.

## Mort et héritage

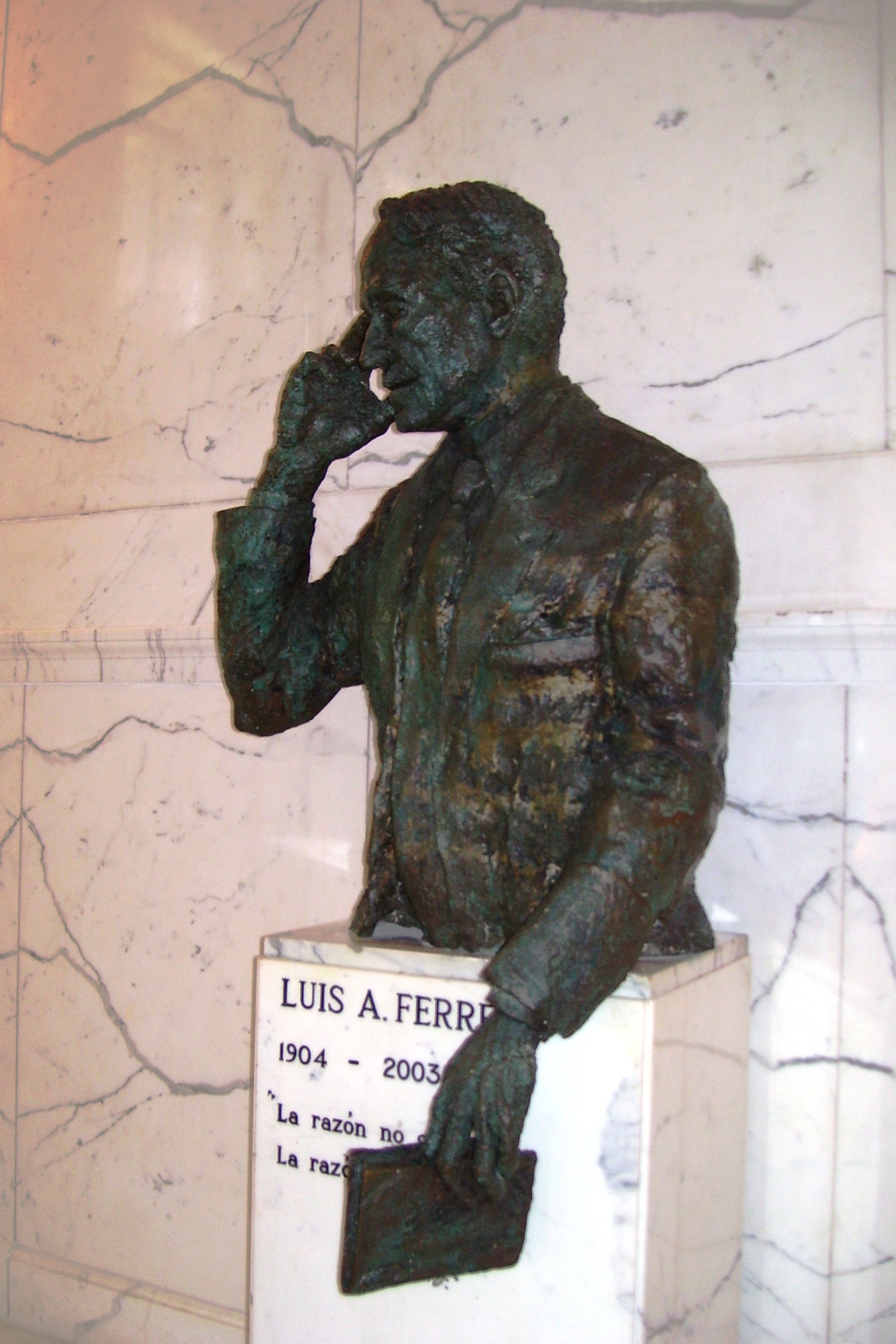
Sculpture de Ferré à l'intérieur du Capitole de Porto Rico.

Le 29 septembre 2003, Ferré a été hospitalisé pour une infection des voies urinaires et a été opéré pour une obstruction intestinale le 1er octobre. Il a contracté une pneumonie à l'hôpital avant de finalement succomber à une insuffisance respiratoire dans la matinée du 21 octobre 2003. Son corps repose en l'état dans le bâtiment de la capitale de Porto Rico à San Juan, puis transporté dans son musée à Ponce, avant d'être emmené pour des funérailles et une inhumation dans cette ville. 
De nombreux hommes politiques ont assisté à ses funérailles et aux cérémonies en son honneur. Il est enterré au cimetière Las Mercedes à Ponce. Parmi les récompenses décernées à Luis A. Ferré figurait la médaille présidentielle de la Liberté, un honneur qui a également été décerné à sa sœur Isolina Ferré. 
Le sculpteur Tomás Batista a également été chargé de réaliser un buste de Ferré, exposé au musée d'Art de Ponce. Un autre buste de Tomás Batista a été dévoilé par sa veuve, Tiody, le président du Sénat, Kenneth McClintock, et le vice-président du Sénat, Orlando Parga, en février 2008 à la salle des gouverneurs du Sénat de Porto Rico.  